# Paracladycnis
Paracladycnis is een monotypisch geslacht van spinnen uit de  familie van de kraamwebspinnen (Pisauridae).

## Soort
- Paracladycnis vis Blandin, 1979